# コートジボワール新勢力
コートジボワール新勢力（仏語：Forces nouvelles de Côte d'Ivoire）は、コートジボワールの反政府運動の連合体である。大西部人民運動（MPIGO、Mouvement Populaire ivoirien du Grand Ouest）、コートジボワール愛国運動（MPCI、Mouvement patriotique de Côte d'Ivoire）、正義平和運動（MJP、Mouvement pour la justice et la paix）から成る。事務総長はギヨーム・ソロ。2002年以降、コートジボワール北部を実効支配している。2007年のワガドゥグ合意以降、ソロは首相となり、新勢力軍は政府軍と合流したが、2010年の大統領選挙にて、ローラン・バグボが選挙管理委員会の決定を覆して大統領就任宣言をしたことを受けて、新勢力は、同時に大統領就任宣言を行ったアラサン・ワタラの支持に回った。